# Jin Air
Jin Air (koreanisch 진에어) ist eine südkoreanische Billigfluggesellschaft mit Sitz in Incheon und Basis auf dem Flughafen Incheon. Sie ist eine Tochtergesellschaft der Korean Air.

## Geschichte
Die Fluggesellschaft wurde am 26. November 2007 als Air Korea gegründet. Am 15. Juni 2008 nannte man sich in Jin Air um. Am 17. Juli 2008 wurde der Flugbetrieb aufgenommen.
Zwischen 2013 und 2020 sponserte Jin Air das E-Sport-Team Jin Air Green Wings.

## Flugziele
Jin Air bietet von Incheon Ziele in Südost- und Ostasien sowie Ozeanien an.

## Flotte

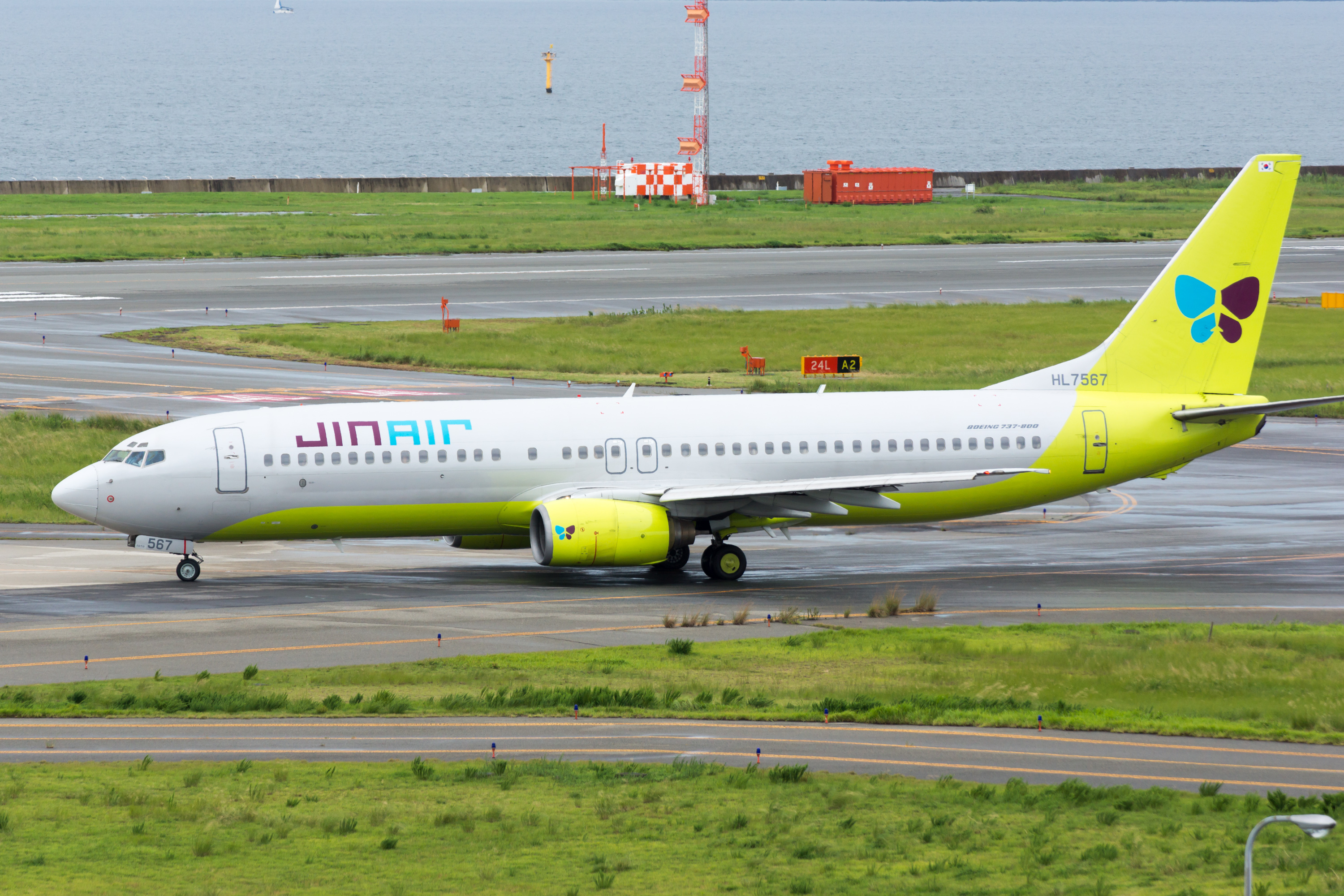
Boeing 737-800 der Jin Air

Mit Stand Mai 2025 besteht die Flotte der Jin Air aus 31 Flugzeugen mit einem Durchschnittsalter von 13,6 Jahren:
| Flugzeugtyp      | Anzahl | bestellt | Anmerkungen               | Sitzplätze (Business/Eco+/Eco) | Durchschnittsalter |
| ---------------- | ------ | -------- | ------------------------- | ------------------------------ | ------------------ |
| Boeing 737-800   | 19     |          | mit Winglets ausgestattet | 189 (-/-/189)                  | 14,3 Jahre         |
| Boeing 737-900   | 03     |          | eine inaktiv              | 188 (8/-/180)                  | 21,5 Jahre         |
| Boeing 737 MAX 8 | 05     |          |                           | 189 (-/-/189)                  | 01,6 Jahre         |
| Boeing 777-200ER | 04     |          |                           | 393 (-/45/348)                 | 19,2 Jahre         |
| Gesamt           | 31     | -        |                           |                                | 13,6 Jahre         |